# Ribeirinha (Horta)
Ribeirinha é uma freguesia portuguesa do município da Horta, na ilha do Faial, Região Autónoma dos Açores, com 11,27 km² de área e 404 habitantes (censo de 2021). A sua densidade populacional é 35,8 hab./km².
É constituída pelas povoações de Ribeirinha e Espalhafatos. A sede de freguesia dista 10 km da cidade da Horta.

## Geografia
A freguesia é situada em terreno acidentado, rodeada por grandes elevações, é atravessada por duas pequenas ribeiras, que fertilizam os seus campos agrícolas. As duas povoações que constituem a freguesia estão encaixadas entre duas serras, orientadas de Oeste para Leste. O complexo vulcânico da Ribeirinha é a parte mais antiga da Ilha do Faial.
A elevação a Sul da Ribeirinha, denominada Lomba Grande, tem uma altitude máxima de 543 metros, é parcialmente coberta por floresta com espécies naturais dos Açores. Dali se avistam paisagens de extraordinária beleza. A elevação que limita a freguesia a Norte, é chamada Lomba da Ribeirinha, com uma altitude máxima de 309 metros, na qual se desenvolve um planalto lávico - chamado Trás-da-Serra. Este planalto abriga a maioria dos melhores terrenos agrícolas e onde se encontram largas dezenas de atafonas de apoio à agricultura, construções típicas em pedra e diversos miradouros naturais. Defende-se que neste local, devido a todos estes fatores, se crie uma área de paisagem protegida.

## Demografia
A população registada nos censos foi:
| Distribuição da População por Grupos Etários | Distribuição da População por Grupos Etários | Distribuição da População por Grupos Etários | Distribuição da População por Grupos Etários | Distribuição da População por Grupos Etários |
| -------------------------------------------- | -------------------------------------------- | -------------------------------------------- | -------------------------------------------- | -------------------------------------------- |
| Ano                                          | 0-14 Anos                                    | 15-24 Anos                                   | 25-64 Anos                                   | > 65 Anos                                    |
| 2001                                         | 91                                           | 81                                           | 221                                          | 46                                           |
| 2011                                         | 82                                           | 48                                           | 249                                          | 48                                           |
| 2021                                         | 62                                           | 44                                           | 213                                          | 85                                           |

## História, Monumentos e Museus

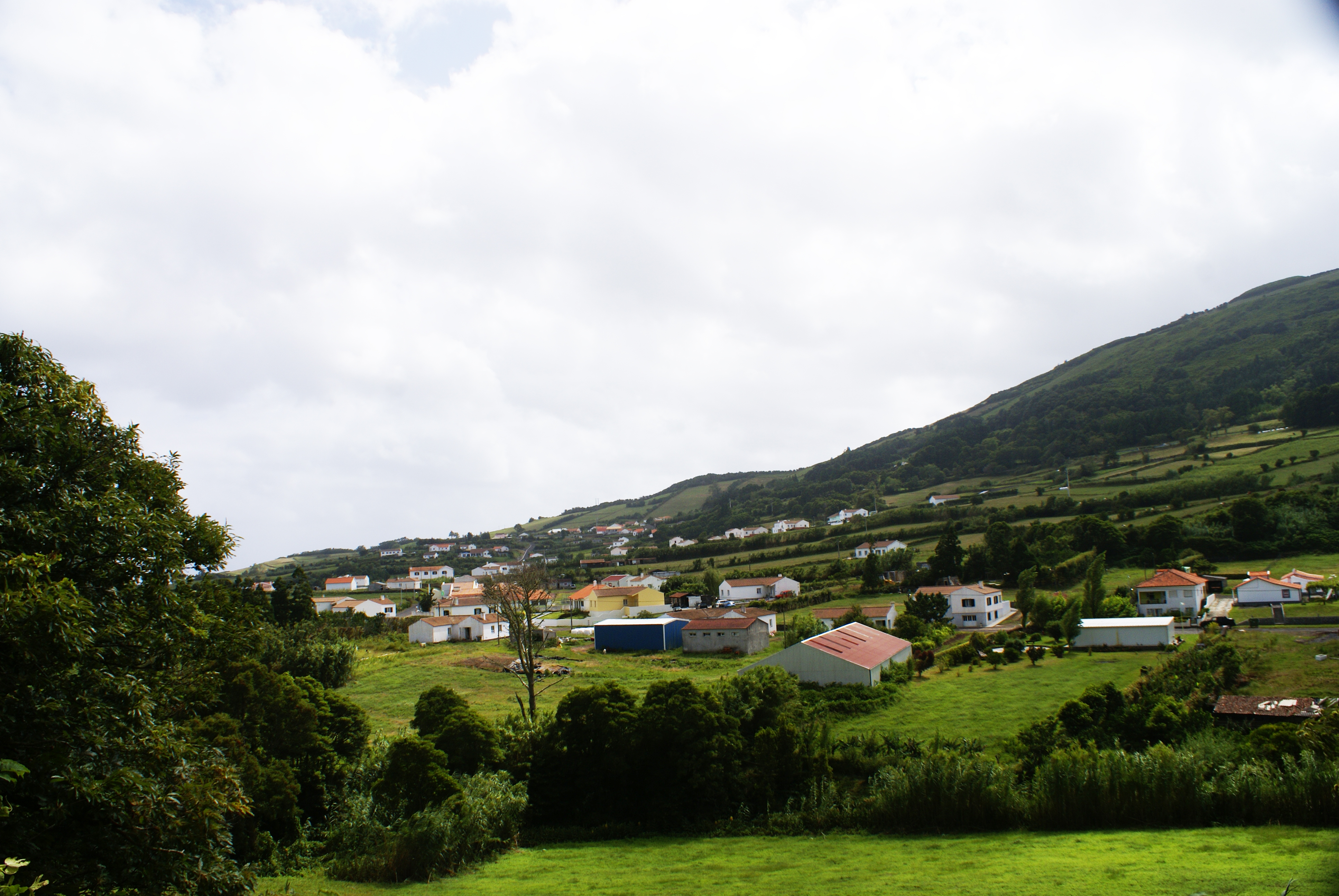
Ribeirinha, concelho da Horta.

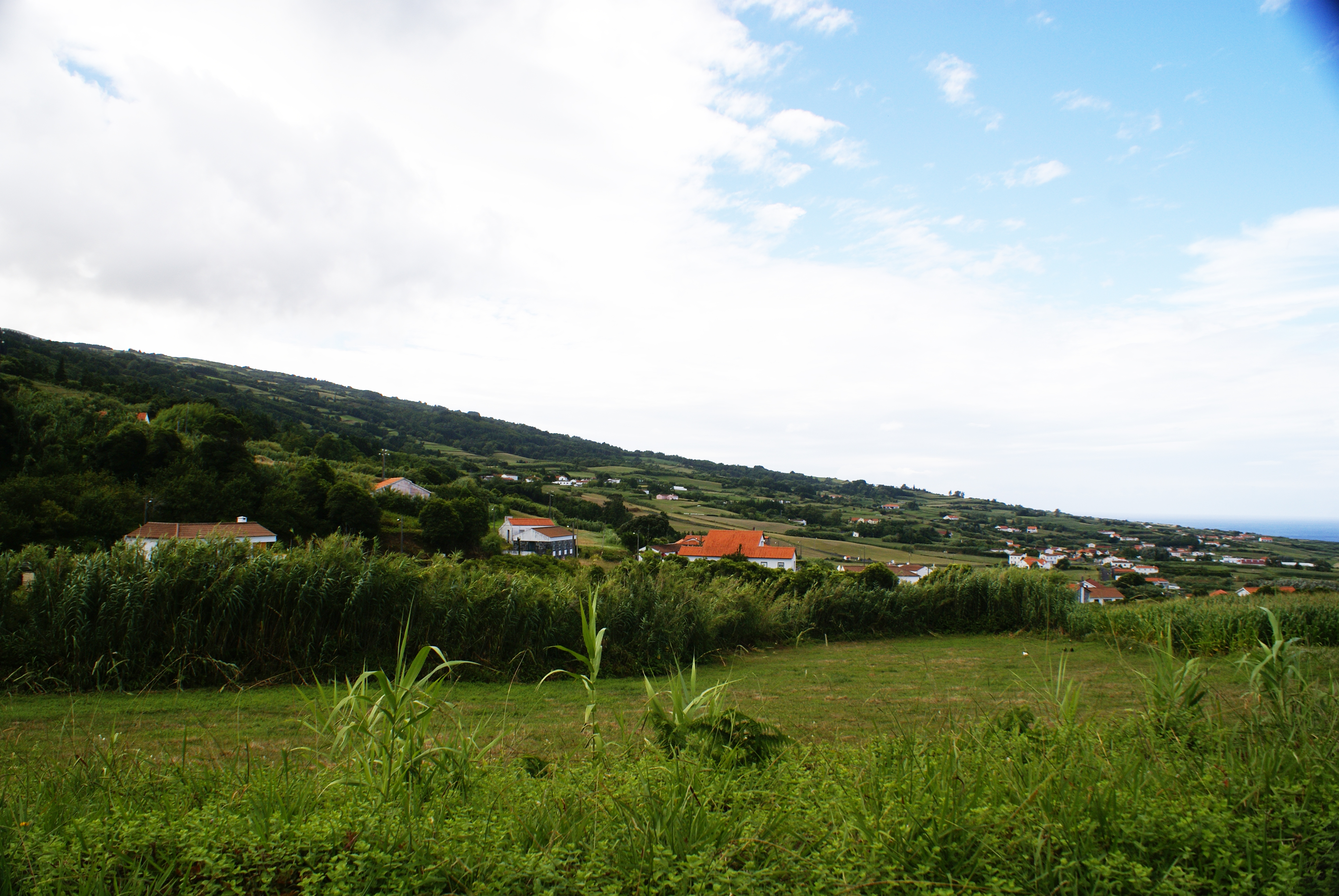
Salão, visto dos Espalhafatos, concelho da Horta, ilha do Faial, Açores, Portugal.

O nome da freguesia deve-se à existência de uma pequena ribeira, a Ribeira da Ribeirinha, onde se encontram algumas nascentes. No passado, estas serviram para fornecer água à população, enquanto pequenas represas naturais dessa água também serviram de locais para lavar a roupa. O Porto da Boca da Ribeira, antigo cais piscatório, forma a extremidade Norte do Canal do Faial. O seu acesso é feito por um caminho estreito escavado na serra e paralelo à ribeira. A existência de balneários e de um parque de merendas tornam o local extremamente aprazível.
Diz a tradição, que os seus primeiros habitantes fundaram a povoação actual a mais de 2 km do mar, para se protegerem das frequentes incursões dos corsários e piratas. Esse era então o único acesso a partir do mar através da ribeira que era então vigiada e onde se planeavam ciladas aos invasores. Ainda hoje, um troço da ribeira é designado por Poceirão dos Mouros, nome que deriva do facto de piratas - que eram chamados de "Mouros do Canal" - aí terem ficado encurralados.
Segundo frei Diogo das Chagas, em 1643, a freguesia tinha 254 habitantes distribuídos por 71 fogos ("Espelho Cristalino", pág. 478). A Igreja de São Mateus, cuja construção inicial é dada como anterior 1666. Actualmente se encontra em ruínas em resultado do violento sismo de 9 de julho de 1998.
Sobranceiro ao Canal do Faial fica o Farol da Ribeirinha, um dos marcos mais importantes desta área e rodeado por uma paisagem de grande beleza. É diversas vezes mencionado nas obras de Vitorino Nemésio, em especial em Mau Tempo no Canal, é um verdadeiro "ex-libris" da freguesia que deve ser visitado. Amarisa em frente da Ribeirinha, em 21 de maio de 1932, o gigantesco hidrovião Dornier Do X, de 12 motores, com destino a Vigo, na Espanha.
Nos Espalhafatos, onde vive cerca de 40% da população da freguesia, encontra-se a Igreja de Santo António. A capela começou a ser construída, em 1965, sendo inaugurada, em 1970. A origem do nome "Espalhafatos" remonta ao fim do Domínio Filipino, em 1640, quando os portugueses residentes nos Cedros expulsaram os espanhóis da freguesia. Foram conduzidos à sua frente escoltados até ao Alto da Ribeirinha, o então limite da freguesia de Santa Bárbara dos Cedros. No regresso, encontraram algumas peças de roupas que os espanhóis tinham deixado para trás. Dai em diante, passaram a chamar aquele local, o sítio dos Espalhafatos.

### Farol da Ribeirinha
O Farol assenta sobre uma torre quadrangular de alvenaria forrada de azulejo branco. Tem anexo um edifício de um pavimento, que servia para habitação dos funcionários. Começou a ser construído em maio de 1915, tendo sido inaugurado em 1 de novembro de 1919. Atualmente está em ruínas em resultado do sismo de 9 de julho de 1998. O sismo teve o seu epicentro numa falha tectónica submarina, a cerca de 5 km da Ponta da Ribeirinha.
A demolição do edifício não se concretizou em 2001, graças a um Abaixo-assinado apresentado pela Liga dos Amigos do Farol. É seu objetivo preservar o património e reconstruir o Farol, para que se possa restituir a dignidade a um marco importante da história da freguesia e da ilha. Pretende-se criar na Ribeirinha um espaço digno para expor a óptica (a parte dos cristais) e a lanterna do farol (a parte vermelha) - um património único no mundo. Algumas peças mais antigas deste Farol foram confiadas à Casa do Povo da Ribeirinha, onde podem ser visitadas.